# Меттман (район)
Ме́ттман (нім. Kreis Mettmann) — район в Німеччині, в складі округу Дюссельдорф землі Північний Рейн-Вестфалія. Адміністративний центр — місто Меттман.

## Населення
Населення району становить 494457 осіб (2011).

## Адміністративний поділ
Район поділяється на 10 міст (нім. Städte):
| №  | Комуна/ місто   | Площа, км² | Населення, осіб (2011) | Центр           |
| -- | --------------- | ---------- | ---------------------- | --------------- |
| 1  | Вюльфрат        | 32,2       | 21218                  | Вюльфрат        |
| 2  | Ган             | 24,2       | 29240                  | Ган             |
| 3  | Гайлігенгауз    | 27,5       | 26462                  | Гайлігенгауз    |
| 4  | Гільден         | 26,0       | 55508                  | Гільден         |
| 5  | Еркрат          | 26,9       | 46042                  | Еркрат          |
| 6  | Лангенфельд     | 59,3       | 59248                  | Лангенфельд     |
| 7  | Меттман         | 42,5       | 39156                  | Меттман         |
| 8  | Монгайм-ам-Райн | 23,1       | 43038                  | Монгайм-ам-Райн |
| 9  | Ратінген        | 88,7       | 90982                  | Ратінген        |
| 10 | Фельберт        | 74,9       | 83563                  | Фельберт        |

| Німеччина | Це незавершена стаття з географії Німеччини. Ви можете допомогти проєкту, виправивши або дописавши її. |

1. ↑  https://www.landesdatenbank.nrw.de/ldbnrw/online;jsessionid=FBC481AAC50656B8CA9E933111BC242A.ldb2?sequenz=tabelleErgebnis&selectionname=12411-31iz
2. ↑  https://www.destatis.de/DE/Themen/Laender-Regionen/Regionales/Gemeindeverzeichnis/Administrativ/04-kreise.html